# SAO 206462
SAO 296462 (HD 135344B) är en dubbelstjärna belägen i den mellersta delen av stjärnbilden Vargen. Den har en  skenbar magnitud av ca 8,71 och kräver ett mindre teleskop för att kunna observeras. Baserat på uppmätt parallax enligt Gaia  Data Release 3 på ca 7,41 mas beräknas den befinna sig på ett avstånd av 440 ljusår (ca 135 parsec) från solen.

## Observation
Upptäckten av objektet presenterades i oktober 2011 av Carol Grady, astronom vid Eureka Scientific, Goddard Space Flight Center vid NASA. Det var den första i denna klass som uppvisade en hög grad av klarhet och gjordes med hjälp av flera rymdteleskop (Hubble, FUSE, Spitzer) och jordteleskop (Gemini Observatory och Subaru Telescope, beläget på Hawaii), inom ett internationellt forskningsprogram om unga stjärnor och stjärnor med planeter. Ett antal astronomer från olika observatorier samarbetade.

## Egenskaper
Primärstjärnan SAO 206462 A är en gul till vit stjärna i huvudserien av spektralklass F8 V. Den har en massa av ca 1,5 solmassa, en radie av ca 2,1 solradier och utsänder energi från dess fotosfär motsvarande ca 6,4 gånger solen vid en effektiv temperatur av ca 6 300 K. Stjärnan är omgiven av en cirkumstellär skiva av gas och tydligt definierade spiralarmar. Närvaron av dessa verkar vara relaterad till förekomsten av planeter inuti gasskivan som omger stjärnan. Skivans diameter är ungefär dubbelt så stor som Plutos bana.

## Planetsystem
Paret av spiralarmar kring SAO 206462 har en rotationshastighet på -0,85 grader per år, som tros orsakas av en dynamiskt drivande protoplanet inuti skivan, på ett avstånd av 66 ± 3 astronomiska enheter och en omloppsperiod på 424 ± 25 år. Denna planet är en utmaning att upptäcka med hjälp av direkt avbildning på grund av närvaron av stoftpartiklar som skymmer den, men skulle kunna detekteras och bekräftas genom spektroskopiska observationer med hög upplösning.
En annan tänkbar exoplanet till SAO 206462 har upptäckts med hjälp av observationer av JWST:s NIRCam-bildinstrument, med lågt signal-brusförhållande. Den antas ha en massa på 0,8 ± 0,3 jupitermassa och en separation på 300 astronomiska enheter och har döpts till CC1 (Kompanjonkandidat 1). Objekt mer massiva än 2,2 jupitermassor på ett avstånd av 120 AE har uteslutits av observationerna.
| Planet           | Massa        | Halv storaxel (AE) | Siderisk omloppstid (år) | Excentricitet | Inklination | Radie |
| ---------------- | ------------ | ------------------ | ------------------------ | ------------- | ----------- | ----- |
| b (obekräftad)   | -            | 66 ± 3             | 424 ± 25                 | -             | -           | -     |
| CC1 (obekräftad) | 0,8 ± 0,3 MJ | 300,8 ± 9,5        | -                        | -             | -           | -     |